# 佐迪图
佐迪圖（Zewditu，1876年4月29日—1930年4月2日），埃塞俄比亚帝國皇帝（1916年—1930年在位）。她是埃塞俄比亞皇帝孟尼利克二世的長女，埃塞俄比亞帝國歷史上唯一的女皇帝（正式稱號是「眾王之女王」），也是第一個受國際承認的非洲國家的女性國家元首。她在位期間以攝政暨皇儲塔法里·馬康南親王（日後繼位為海尔·塞拉西一世）的改革著稱，但她本人是堅定的保守派和虔誠埃塞俄比亞正統合性教會信徒，因此往往對改革感到矛盾甚至強烈反對。

## 早年生活
佐迪圖是紹阿國王孟尼利克（後來成為埃塞俄比亞皇帝孟尼利克二世）的次女，受洗時以Askala Maryam為名。其名字佐迪圖在阿姆哈拉語中意指「皇冠」，雖然有時在英文中被誤譯為並非同源的「茱迪斯」。

## 生平
1913年其父孟尼利克二世病故，其異母姐之子埃雅蘇五世繼位。1916年埃雅蘇五世被廢（他被指改信回教），遂即位為女皇，以堂弟塔法里·馬康南親王攝政並立為皇儲；後與攝政王在改革還是守舊的問題上發生分歧，秘密策動前夫發動地方叛亂，但被攝政王鎮壓。1930年4月在驚恐中病逝（官方宣佈死因是糖尿病和心臟病齊發）。攝政王即位，即埃塞俄比亞末代皇帝海爾·塞拉西一世。